# Nodar Akhalkatsi
Nodar Akhalkatsi (em georgiano: ნოდარ ახალკაცი; Tiblíssi, 2 de janeiro de 1938 – Norderstedt, 24 de janeiro de 1998) foi um futebolista e treinador de futebol da Geórgia. Como treinador, o maior sucesso de Akhalkatsi foi vencer a Taça dos Clubes Vencedores de Taças na temporada 1980–81 com o Dinamo Tbilisi.